# محمد بلوزداد
محمد بلوزداد من مواليد 3 نوفمبر1924 توفي في 14 يناير 1952 هو شخصية ثورية وأحد مهندسي ثورة نوفمبر 1954 الجزائرية.
يعتبره الكثير من الجزائريين على أنه الأب الروحي للثورة الجزائرية وهو المسؤول الأساسي للمنظمة العسكرية السرية التي إنبثقت من حزب الشعب الجزائري والتي كانت تهدف إلى العمل المسلح من أجل إرجاع السيادة الوطنية والاستقلال للشعب الجزائري.
بعد الاستقلال، سميت منطقة بلكور بالجزائر العاصمة حيث ولد باسمه.

## مولده ونشأته
ولد يوم 3 نوفمبر 1924 من عائلة بسيطة تقطن بأحد أحياء بلكور بالجزائر العاصمة كان والده يملك كشكا.

## حيـاته العلمية
تحصل محمد بلوزداد على شهادة الباكالوريا سنة 1944 بعد أن درس بمدرسة كوسمي بالحامة وثانوية ميدان المناورات. ومن ثم عمل لدى مصالح مديرية الشؤون الإسلامية للحكومة العامة وواصل تعليمه وهو يناضل في نفس الوقت في صفوف حزب الشعب الجزائري بخلية بلكور.

## دوره في حزب الشعب والمنظمة السرية
أثناء عمله بالحكومة العامة كان ينقل معلومات سرية للحزب ويعمل على نشر فكرة الحركة الوطنية. وعقب الأحداث الدامية التي جرت بسطيف وقالمة والتي أسفرت
عن توقيف القادة ومعظم المناضلين تم اختيار محمد بلوزداد سنة 1945 للتكفل بمناضلي الشمال القسنطيني باعتباره عضوا ناشطا بالحزب. وبعد عمل جبار تمكن
محمد بلوزداد من إعادة تنظيم هياكل الحزب وإنشاء خلايا في المناطق التي لم يكن فيها الحزب موجودا حيث تم إنشاء الخلية الأولى بمساعدة محمد عصا مي
والذي كان مصطفى بن بولعيد أحد أعضائها الأولين.
في فيفري 1947 قرر الحزب خلال مؤتمره إنشاء منظمة شبه عسكرية سرية للشروع في الكفاح المسلح واختير محمد بلوزداد لإدارة المنظمة التي سميت بالمنظمة الخاصة حيث تولى بعزم مسؤولياته الجديدة إلى غاية سنة 1949.بعدها عاش محمد بلوزداد في الخفاء.

## وفــاته
توفي في 14 يناير 1952 عن عمر يناهز 28 سنة بسبب مرض بالسل. يرقد جثمان محمد بلوزداد بمقبرة سيدي محمد بالحي الشعبي بلكور الذي أصبح اليوم يحمل اسمه«شارع بلوزداد».

### مواضيع ذات صلة
- قائمة أعلام الجزائريين
- أمينة بلوزداد
- عثمان بلوزداد
- بلدية بلوزداد
- مقبرة سيدي أمحمد بوقبرين